# D-キシロース-1-デヒドロゲナーゼ
D-キシロース-1-デヒドロゲナーゼ（D-xylose 1-dehydrogenase）は、ペントースとグルクロン酸の相互変換酵素の一つで、次の化学反応を触媒する酸化還元酵素である。
D-キシロース + NAD+ {\displaystyle \rightleftharpoons } D-キシロノラクトン + NADH + H+
反応式の通り、この酵素の基質はD-キシロースとNAD+、生成物はD-キシロノラクトンとNADHとH+である。
組織名はD-xylose:NAD+ 1-oxidoreductaseで、別名にNAD+-D-xylose dehydrogenase, D-xylose dehydrogenase, (NAD+)-linked D-xylose dehydrogenaseがある。